# Андриановка (Нижегородская область)
Андриа́новка— посёлок в Богородском районе Нижегородской области. Входит в состав Каменского сельсовета.

## Население
| 1999 | 2002 | 2010 |
| ---- | ---- | ---- |
| 2    | ↘1   | ↘0   |

Национальный состав
Согласно результатам переписи 2002 года, в национальной структуре населения русские составляли 100 % из 1 человека.